# 愛知県立女子短期大学
愛知県立女子短期大学（あいちけんりつじょしたんきだいがく、英語: Aichi Prefectural Women’s Junior College）は、愛知県愛知郡長久手町大字熊張字茨ヶ廻間1522-3に本部を置いていた日本の公立大学である。1950年に設置され、2001年に廃止された。大学の略称は県短、県女。

## 概要

### 大学全体
- 愛知県愛知郡長久手町[注 2]に所在した日本の公立短期大学で、設置主体は愛知県[3]。
- 国内で最初に認可された短期大学149校[注 3]の1校として、1950年に2学科体制で開学した[4]。
- のちに学科増設もあり、昼間部、夜間部でそれぞれ3学科を擁していたが、1959年度以降は後に設置された第二部のみの3学科体制となる。以後、学科数及び入学定員の変更なく、開学当初からの40名体制を維持していた。
- 1997年度の入学生を最後に[注釈 2]、短期大学としての使命を終える[7]。

### 教育および研究
- 学科を参照のこと。

## 沿革
- 1947年
  - 愛知県立女子専門学校が創設される[8]。
- 1949年
  - 10月 文部省[注釈 3]に短期大学[注 4]の設置認可に関する申請を行う[注 5]。なお、学科・専攻は以下の通りとなっている[注 6]。
    - 国文学科 入学定員40名
    - 英文学科 入学定員40名
    - 経済英語科 入学定員40名
- 1950年
  - 3月14日 左記を以て短期大学の設置が文部省[注釈 3]より認可される[13][14]より。
  - 4月1日 左記を以て愛知県立愛知女子短期大学が以下の学科体制にて開学する[注 7]。
    - 国文学科 入学定員40名
    - 英文学科 入学定員40名
    - 経済英語科 入学定員40名→不認可
- 1951年
  - 4月1日 以下の学科を増設する[注釈 4]。
    - 児童福祉科 入学定員40名

  - 第二部を併設し、以下の学科体制に整備される[注釈 4]。
    - 国文科
      - 第一部 入学定員40名
      - 第二部 入学定員40名

    - 英文科
      - 第一部 入学定員40名
      - 第二部 入学定員40名
- 1953年
  - 4月1日 愛知県立女子短期大学と改称[18]。
- 1954年
  - 4月1日 児童福祉科に第二部を設置し、以下の学科体制に整備される[19]。
    - 児童福祉科
      - 第一部 入学定員40名
      - 第二部 入学定員40名
- 1954年
  - 5月1日 学生数[20]/定員
    - 国文科
      - 第一部 82[注釈 5]/80
      - 第二部 73[注釈 5]/120

    - 英文科
      - 第一部 80[注釈 5]/80
      - 第二部 54[注釈 5]/120

    - 児童福祉科
      - 第一部 71[注釈 5]/80
      - 第二部 33[注釈 5]/120
- 1956年
  - 4月1日 以下の学科について、其々この年度で学生募集を最終とする[注 8]。
    - 国文科第一部
    - 英文科第一部
    - 児童福祉科第一部
- 1958年
  - 3月31日 左記をもってる以下の学科を正式に廃止とする[22]。
    - 国文科第一部
    - 英文科第一部

  - 5月1日 学生数[23]/定員
    - 国文科第二部 87[注釈 5]/120
    - 英文科第二部 63[注釈 5]/120
    - 児童福祉科第二部 104[注釈 5]/120
- 1959年
  - 3月31日  左記を以て児童福祉科第一部を廃止とし、これにより以後夜間課程のみとなる[24]。
- 1972年
  - 4月1日 全学科第二部を3年課程に変更[25]。
  - 同 学科名の変更を以下の通り行う[25]。
    - 国文科→国文学科
    - 英文科→英文学科
    - 児童福祉科→児童福祉学科

  - 5月1日 学生数[26]/定員
    - 国文学科第二部 122[注釈 5]/120
    - 英文学科第二部 124[注釈 5]/120
    - 児童福祉学科第二部 121[注釈 5]/120
- 1992年
  - 5月1日 学生数[注 9]/定員
    - 国文学科第二部 92[注釈 5]/120
    - 英文学科第二部 107[注釈 5]/120
    - 児童福祉学科第二部 115[注釈 5]/120
- 1997年
  - 4月1日 この年度で学生募集を終了[注釈 2]。
  - 5月1日 学生数[2]/定員
    - 国文学科第二部 133[注釈 5]/120
    - 英文学科第二部 109[注釈 5]/120
    - 児童福祉学科第二部 124[注釈 5]/120
- 1998年
  - 4月1日 愛知郡長久手町にキャンパスに移転[5]。
  - 5月1日 学生数[29]/定員
    - 国文学科第二部 86[注釈 5]/80
    - 英文学科第二部 55[注釈 5]/80
    - 児童福祉学科第二部 81[注釈 5]/80
- 1999年
  - 5月1日 学生数[30]/定員
    - 国文学科第二部 44[注釈 5]/40
    - 英文学科第二部 30[注釈 5]/40
    - 児童福祉学科第二部 40[注釈 5]/40
- 2001年
  - 3月30日 左記をもって正式に廃止となる[7]。

## 基礎データ

### 所在地
- 愛知県愛知郡長久手町大字熊張字茨ヶ廻間1522-3[注釈 1]

### 象徴
- 右記資料にあり[31]

### 組織

#### 学科
- 国文学科第二部[注釈 6]
- 英文学科第二部[注釈 6]
- 児童福祉学科第二部[注釈 6]

##### 学科の変遷
- 国文科
  - 第一部[注釈 7]
  - 第二部→国文学科第二部
- 英文科
  - 第一部[注釈 7]
  - 第二部→英文学科第二部
- 児童福祉科
  - 第一部[注釈 7]
  - 第二部→児童福祉学科第二部

#### 専攻科
- なし

#### 別科
- なし

#### 取得資格について
資格
- 保母資格を取得するための課程が児童福祉学科第二部にて設置されていた[33]。

教職課程
- 中学校教諭二種免許状
  - 国語：国文学科[33]
  - 英語：英文学科[33]
  - 保健：児童福祉学科[34]
- 幼稚園教諭二種免許状：児童福祉学科
- 当初は中学校教諭ほか高等学校教諭免許状の教職課程を併設[34]。
  - 国語：国文科第一部・第二部
  - 英語：英文科第一部・第二部
  - 保健：児童福祉科第一部・第二部

### 研究
- 『愛知県立女子短期大学紀要』[35]

## 大学関係者と組織

### 大学関係者一覧

#### 大学関係者
歴代学長
- 高木市之助
- 久野朔郎
- 山崎敏夫
- 中平解

#### 出身者
- Category:愛知県立女子短期大学出身の人物を参照。

## 施設

### キャンパス
- 交通アクセス：JR東海道本線金山駅より名古屋市営バスが運行されていた[注 10]。
- 設備：愛知県立大学と共同使用されていた。

## 対外関係

### 系列校
- 愛知県立大学
- 愛知県立看護短期大学

## 卒業後の進路について

### 編入学・進学実績
- 愛知県立大学への編入学実績があった。